# Crotalaria pudica
Crotalaria pudica är en ärtväxtart som beskrevs av Roger Marcus Polhill. Crotalaria pudica ingår i släktet sunnhampor, och familjen ärtväxter. Inga underarter finns listade i Catalogue of Life.